# Бон сир Арзон
Бон сир Арзон (фр. Beaune-sur-Arzon) насеље је и општина у централној Француској у региону Оверња, у департману Горња Лоара која припада префектури Пиј ан Веле.
По подацима из 2011. године у општини је живело 215 становника, а густина насељености је износила 14,95 становника/km². Општина се простире на површини од 14,38 km². Налази се на средњој надморској висини од 930 метара (максималној 1.073 m, а минималној 885 m).

## Демографија
| 1962. | 1968. | 1975. | 1982. | 1990. | 1999. | 2011. |
| ----- | ----- | ----- | ----- | ----- | ----- | ----- |
| 258   | 277   | 239   | 213   | 205   | 189   | 215   |

График промене броја становника у току последњих година